# Маний Емилий Мамерцин
Маний Емилий Мамерцин (на латински: Manius Aemilius Mamercinus) e политик на Римската република през 5 век пр.н.е. Произлиза от патрицианската фамилия Емилии.
През 418 пр.н.е. той е цензор. През 410 пр.н.е. е консул с Гай Валерий Поцит Волуз. През 405 пр.н.е. и 403 пр.н.е. e консулски военен трибун с още 5 други колеги, а през 401 пр.н.е. е консулски военен трибун с още 6 други колеги.